# Церква Святого Духа (Шкинь)
Церква Святого Духа (Шкинь) (точніша назва Сшестя Святого Духа на апостолів) — уславлений зразок сакральної архітектури Російської імперії доби розвиненого класицизму.

## Розташування
Село Шкинь розташоване на відстані 27 кілометрів від міста Воскресенськ, Московська область. Поселення розташоване на правому березі річки Северка, на невеликому узвишші. Невелике поселення ( кількість мешканців дорівнює 112 осіб на 2005 р.) має лише одну вулицю — Нову або Центральну. Із сусіднім селом Нецепіно пов'язане шосе в 9 кілометрів. Головний зв'язок із Москвою — через село Шкинь проведена залізниця та ходять електричні потяги (платформа Шкинь). 

## Історія побудови

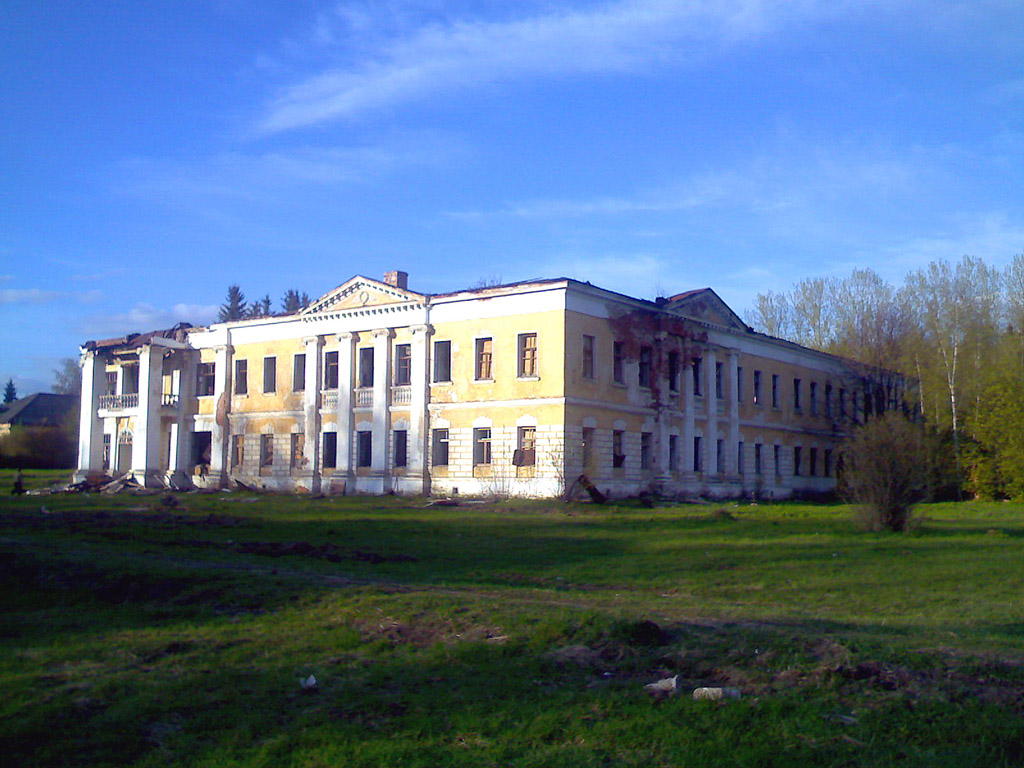
Гребньово, садиба Бібікова після пожежі, фото 2007 р.

Старовинне село з купецькими мешканцями мало стару дерев'яну церкву. Коштом володаря села генерал-майора Бібікова Г.І. та родини Приклонських розпочато фундування нового кам'яного храму. Проект прислав Бібіков , котрий виявився завеликим для невеликого села. Але будувати розпочали саме за ним. Будівництво йшло довго, розтяглось з 1794 до 1798 року, а було висвячене тільки 1800 року. Стінописи в храмі взагалі були створені коштом сина фундатора храму в середині 19 ст.
Гаврило Бібіков мав значні кошти, уславився як володар московського театра кріпаків та палацу в Москві. Він же був володарем уславленого садибного ансамблю Гребньово у Підмосков'ї, порушеного і постраждалого від пожежі в часи СРСР, а потім і на початку 21 ст.

## Невизначене авторство
Як і більша частина визначних пам'яток минувшини в провінціях, церква в селі Шкинь має невизначене авторство. Це йшло від використання гравійованих планів типових споруд в архітектурних увражах та від зміни цих планів на місцях провінційними архітекторами-практиками. План церкви Св. Духа в селі Шкинь надзвичайно близький до планів споруд, які створював архітектор Ніколя Легран, француз на російській службі. Він відштовхувався від архітектурного прообразу римської церкви Санта Триніта деї Монті. За цим планом було вибудовано декілька російських церков в Москві  ( церква Мартина Сповідника, церква Успіння на Могильцах) та в провінції. Вони відрізняються лише варіантами використання малих куполів чи висотністю дзвіниць західного фасаду. Серед авторів храму рахують також і московського архітектора Казакова Родіона Родіоновича (1758-1803). 
Досить красиве використання бічних екседр в планах споруд (таке типове для римської сакральної архітектури) виявилось не таким зручним в натурі. План церкви наближений до хреста. Головний простір храму поділений між центральною ротондою з величним куполом та видовженою трапезною. Це компромісне поєднання центричного розпланування з базилікальним. Сусіднє село Нецепіно теж має власну церкву, але її спрощені форми в стилі пізнього класицизму не витримують порівняння з величним храмом Св. Духа в селі Шкинь. 

## Церква Святого Духа в 20 ст.
Богослужіння в храмі тривали до 1930-х рр. Потім храм зачинили за наказом комуністичного уряду, але церква не була пограбована і поруйнована. Розорення зачиненого храму було здійснено в повоєнні роки, коли жебракуючі мещканці села потягли з храму усе чисто, аби продати і поліпшити власний стан. Храм занепав, обвалився первісний тиньк, відкривши майстерну кладку цегли, до аварійного стану дійшла відкрита кам'яна колонада, котра облямовувала абсиду. Частка західного фасаду була пошкоджена ще в 1930-ті роки, коли скинули великий дзвін.
З 1960-х років, в період повторного розорення радянським урядом вцілілих храмів, приміщення храму використаовували як склад. Був розбитий і цегляний паркан церкви, який розібрали на господарські споруди мешканці Шкині. До 1991 року храм перебував покинутим і стояв пусткою. З розпадом СРСР було відновлене богослужіння в селі, а з 1996 року в церкві розпочали регулярні богослужіння. Коштом релігійної громади храмова споруда повільно реставрується.